# Roy D'Arcy
Roy D'Arcy, nato Roy Francis Giusti (San Francisco, 10 febbraio 1894 – Redlands, 15 novembre 1969), è stato un attore statunitense.
Iniziò la propria carriera durante il cinema muto e continuò anche con il sonoro ma con meno fortuna. D'Arcy, apparso in cinquanta film tra il 1925 e il 1939, è noto per le sue interpretazioni di celebri cattivi.

## Biografia
Al secolo Roy Francesco Giusti, D'Arcy fu educato in Europa e studiò pittura a Parigi. Dopo aver viaggiato per diversi anni, avviando progetti imprenditoriali in Sud America e in Asia, tornò negli Stati Uniti per dedicarsi alla recitazione e venne assunto come cantante in diverse compagnie di giro teatrali.
Durante uno spettacolo teatrale, fu notato dal regista cinematografico Erich von Stroheim che gli offrì la parte del cattivo e arrogante principe Mirko in La vedova allegra (1925), un ruolo che von Stroheim avrebbe voluto per sé stesso. Il successo del film consentì a D'Arcy di raggiungere la popolarità e il riconoscimento sia del pubblico che della critica. In altre produzioni MGM, ancora come cattivo, apparve in La Bohème (1926) e La tentatrice (1926), accanto a Greta Garbo.
Tuttavia, con il cambiamento nelle tecniche di recitazione all'avvento del cinema sonoro, lo stile di D'Arcy passò di moda e, in pochi anni, l'attore fu ridotto a interpretare piccole parti. Si ritirò a vita privata nel 1939.
Morì il 15 novembre 1969, all'età di 75 anni. Venne cremato e le sue ceneri si trovano nel Montecito Memorial Park di Colton, nella Contea di San Bernardino in California.

## Filmografia parziale
- Graustark, regia di Dimitri Buchowetzki (1925)
- Il principe azzurro (Beverly of Graustark), regia di Sidney Franklin (1926)
- Montecarlo (Monte Carlo), regia di Christy Cabanne (1926)
- La Bohème, regia di King Vidor  (1926)
- The Gay Deceiver, regia di John M. Stahl (1926)
- Winners of the Wilderness, regia di W. S. Van Dyke (1927)
- Lovers?, regia di John M. Stahl (1927)
- On Ze Boulevard, regia di Harry F. Millarde (1927)
- Adamo e il peccato (Adam and Evil), regia di Robert Z. Leonard (1927)
- Maschera nera, cavallo bianco (Beyond the Sierras), regia di Nick Grinde (1928)
- Amore di re (Forbidden Hours), regia di Harry Beaumont (1928)
- L'ultimo avviso (The Last Warning), regia di Paul Leni (1929)
- La guardia nera (The Black Watch), regia di John Ford (1929)
- Romanzo (Romance), regia di (non accreditato) Clarence Brown (1930)
- The Shadow of the Eagle, regia di Ford Beebe e B. Reeves Eason (1932)
- Carioca (Flying Down to Rio), regia di Thornton Freeland (1933)
- Orient Express, regia di Paul Martin (1934)
- Captain Calamity, regia di John Reinhardt (1936)
- La vita di Vernon e Irene Castle (The Story of Vernon and Irene Castle), regia di H.C. Potter (1939)